# Bit-Zamani

Bit-Zamani, mostrado en el centro superior derecho

Bit-Zamani es un antiguo estado arameo del norte de Mesopotamia, situado en la región montañosa de Tur Abdin. En Bit-Zamani se encontraba la ciudad de Amida (Amedu, la actual Diyarbakır). Era uno de los cuatro estados arameos que limitaban con Asiria. Los otros eran Bit-Halupe, Bit Bahiani y Laqe. Hacia el siglo IX a. C., todos ellos perdieron ante Asiria.

## Historia
La primera vez que se nombró a Bit-Zamani fue en textos asirios de principios del siglo XIII a. C., procedentes de la ciudad de Shibaniba (actual Tell Billa), en los que se mencionaba a Ashur-kashid, gobernador de Bit-Zamani. Después, Bit-Zamani sólo aparece en las fuentes asirias de principios del siglo IX a. C., a partir del reinado del rey asirio Tukulti-Ninurta II (890-884 a. C.). El rey venció a Ammi-Ba'al, el rey de Bit-Zamani, y luego firmó un tratado con él, a raíz del cual Bit-Zamani se convirtió en aliado y, de hecho, en vasallo de Asiria. Ammi-Ba'al permaneció en el poder, pero a partir de ese momento tuvo que apoyar a Tukulti-Ninurta II durante sus expediciones militares al Alto Tigris contra los hurritas y los urartianos de Nairi. Durante el reinado de Ashurnasirpal II (883-859 a. C.), hijo y sucesor de Tukulti-Ninurta II, Ammi-Ba'al fue asesinado en el 879 a. C. durante una rebelión, que ascendió al trono Bit-Zamani llamado Bur-Ramman. Esto se encontró con la rápida reacción de Ashurnasirpal II, que invadió Bit-Zamani, persiguió la rebelión y mató a su líder. El rey asirio nombró a Ilan, hermano de Bur-Ramman, en el trono de Bit-Zamani. Al principio permaneció obediente al rey asirio, pero más tarde se rebeló contra él, lo que obligó a Ashurnasirpal II a realizar otra expedición a Bit-Zamani en el 866 a. C. Atacó la fortaleza de Ilan, Damdammusa, y luego la capital, Amedu. No se conoce el resultado de esta expedición, pero parece que Bit-Zamani siguió siendo vasallo de Asiria.
En el año 856 a. C., Salmanasar III (858-824 a. C.), hijo y sucesor de Asurnasirpal II, durante una de sus expediciones militares, se apoderó de Bit-Zamani y anexionó el territorio de este estado a una de las provincias asirias (titulada Rabshakeh).
Bit-Zamani fue conocida posteriormente con diferentes nombres como provincia Amedu, Nairi, Sinabu o Tushhan. Por ejemplo, a finales del siglo VII a. C., uno de los funcionarios asirios (Limmu), Bel-iqbi, es mencionado en algunas fuentes como gobernador de Bit-Zamani, mientras que en otras como gobernador de Tushhan.